# Вуоксинские ГЭС
Каскад Вуоксинских ГЭС (Каскад-1) — каскад ГЭС на реке Вуокса в Ленинградской области. 
Включает Светогорскую ГЭС и Лесогорскую ГЭС. Ещё 2 ГЭС расположены на территории Финляндии.

## Общие сведения
Вуоксинские ГЭС осуществляют покрытие пиков суточного графика нагрузки энергосистемы Северо-Запада, экспорт электроэнергии в Финляндию. Крупнейший промышленный потребитель электроэнергии каскада — Светогорский ЦБК. По сооружениям ГЭС проложены автомобильные переходы.
Энергетическое использование реки Вуокса регулируется соглашениями между Финляндией и СССР от 12 июля 1972 и от 26 октября 1989.
В 2007-2013 годах выполнена реконструкция основного оборудования Светогорской и Лесогорской ГЭС. В результате увеличена мощность каскада до 240 МВт, улучшена эффективность и экологичность работы основного и вспомогательного оборудования, внедрены новейшие автоматизированные системы управления станциями. 
Вуоксинские ГЭС входят в состав ПАО «ТГК-1». 

## Нижне-Вуоксинская ГЭС
Идея Нижне-Вуоксинской ГЭС появилась в 1940—1941 гг. и заключалась в постройке ГЭС на реке Бурной (южное устье Вуоксы) в 1,5 км от её впадения в Ладожское озеро. Помимо выработки электроэнергии, планировалось восстановить судоходство по Вуоксе. Плотина ГЭС должна была образовать крупное водохранилище, подпор от которого должен был распространяться до Лесогорской ГЭС. Проект рассматривался в течение ряда лет, однако так и не был реализован.
Согласно одному из источников, Нижне-Вуоксинская ГЭС (также называемая Межозерная ГЭС) планировалась приплотинной, с максимальным напором 8 м, водохранилищем суточного регулирования, мощностью 200 МВт и среднегодовой выработкой 300 млн кВт·ч.
В настоящее время реализация проекта данной ГЭС маловероятна, поскольку проект ГЭС предусматривает значительные площади затопления. В то же время существует проект создания судоходного обхода Санкт-Петербурга по Вуоксе, при реализации которого возможно строительство на реке одной или нескольких ГЭС.